# Land Rover Freelander
Land Rover Freelander – samochód osobowy typu SUV klasy kompaktowej produkowany przez brytyjską markę Land Rover w latach 1997–2014.

## Pierwsza generacja

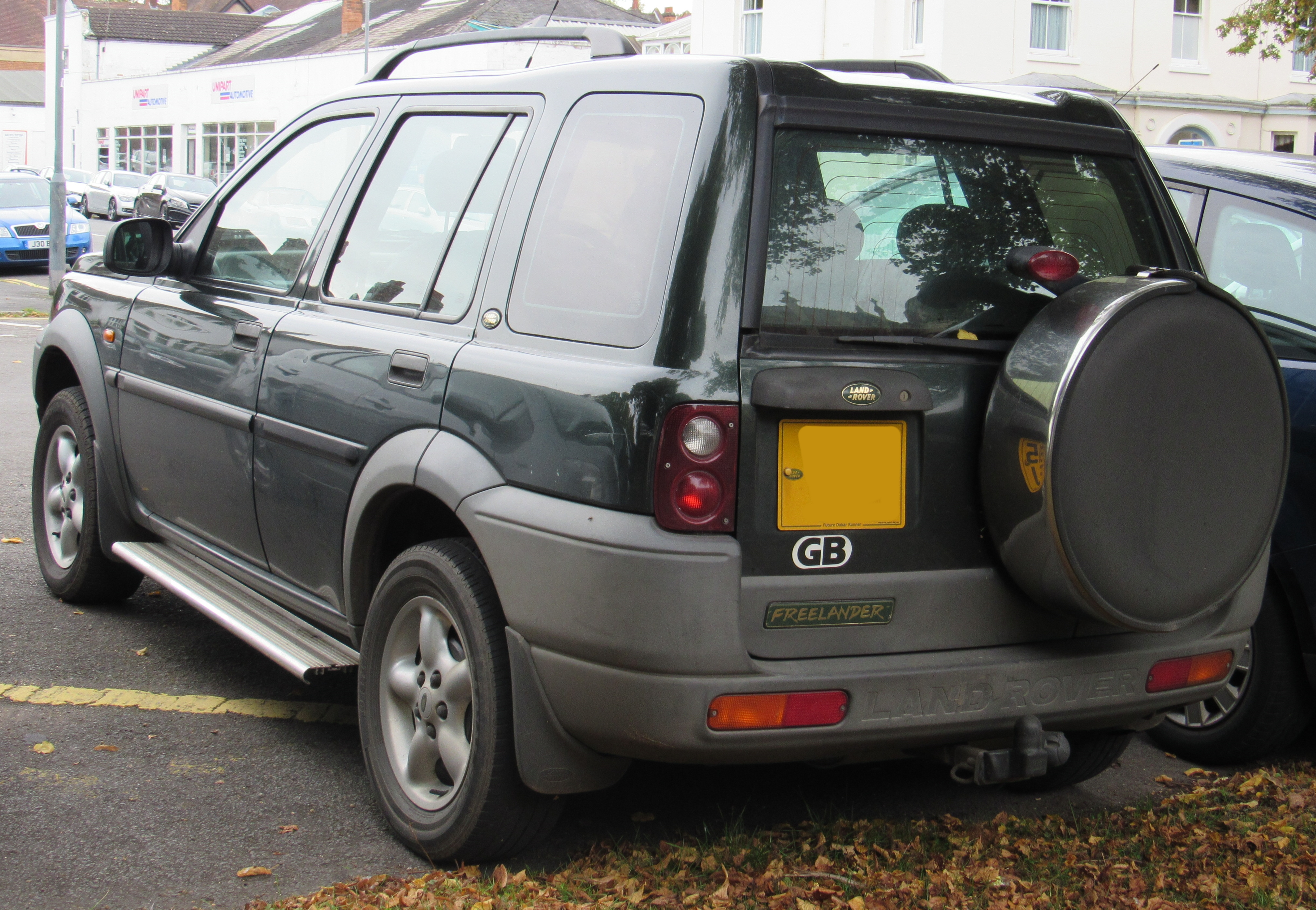
Land Rover Freelander I – tył

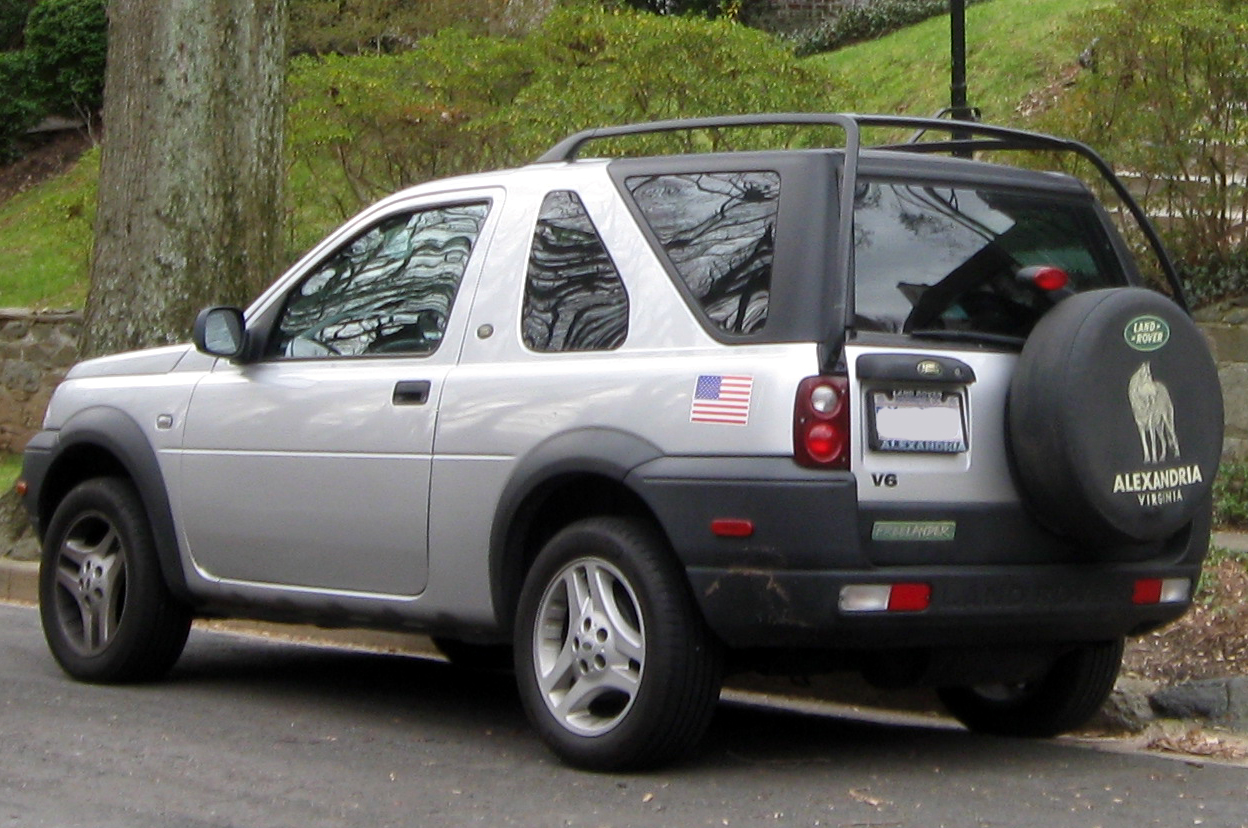
Land Rover Freelander I w wersji trzydrzwiowej

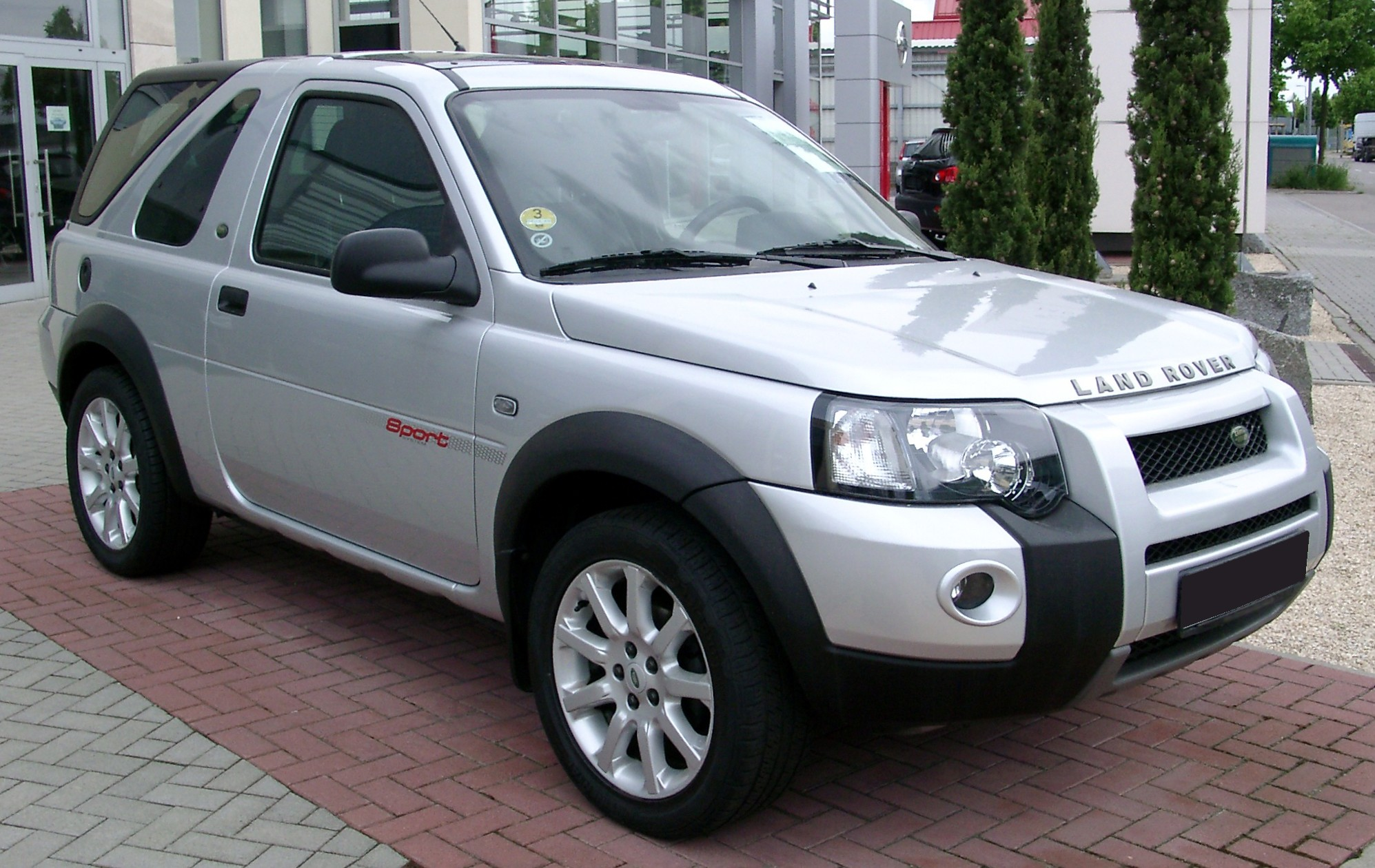
Land Rover Freelander I po liftingu

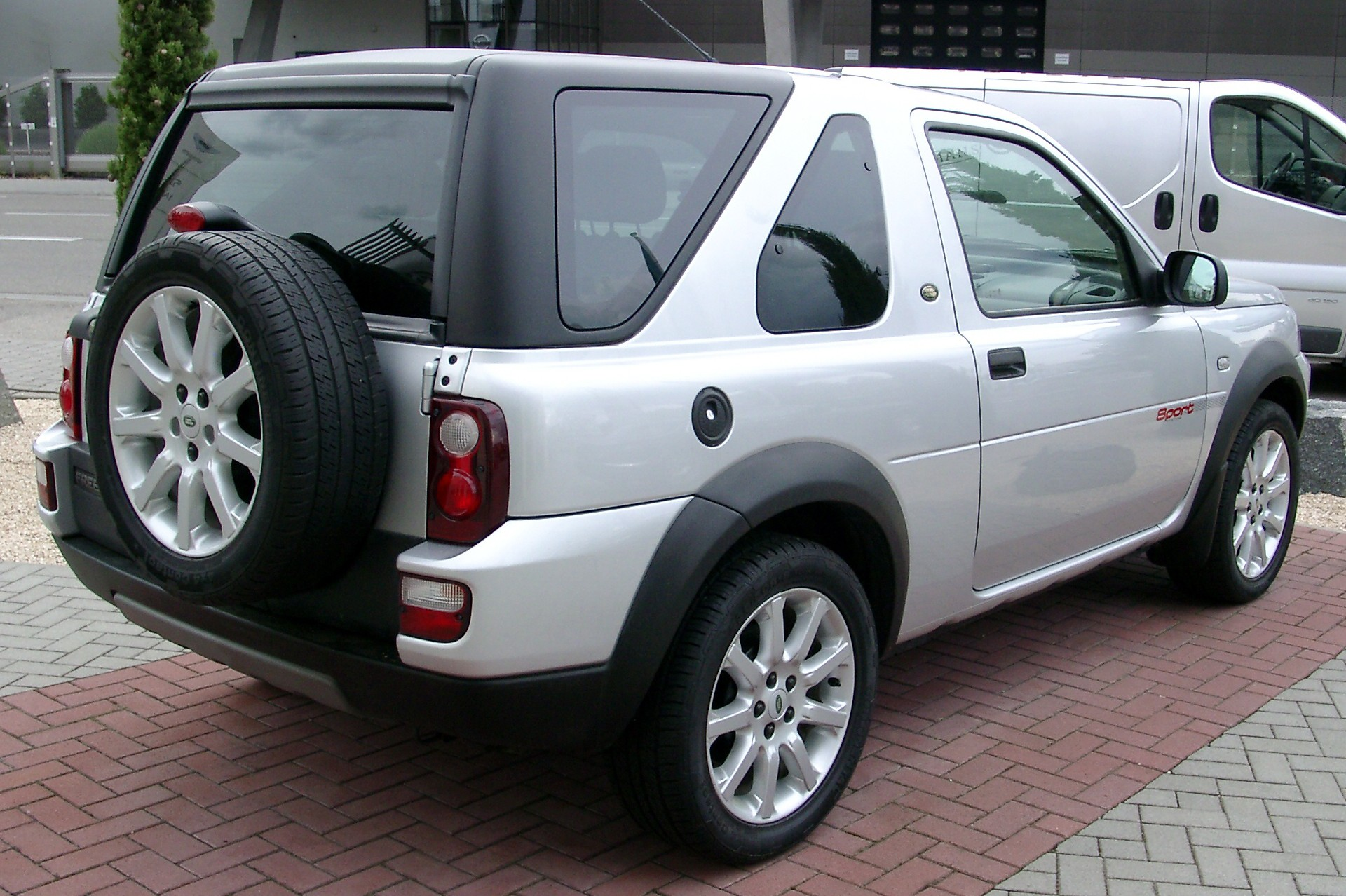
Land Rover Freelander I – tył po liftingu

Land Rover Freelander I został zaprezentowany po raz pierwszy w 1996 roku.
Przed wprowadzeniem na rynek auta tego typu, Land Rover rozpoczął badania nad opłacalnością tego projektu już w latach 80., jednak ze względu na ograniczony budżet Brytyjczycy planowali zawiązać współpracę z Hondą i stworzyć kompaktowego SUV-a na bazie modelu CR-V. Japończycy nie byli jednak zainteresowani współpracą.
W 2000 roku auto przeszło facelifting. Zmieniono m.in. przedni zderzak, reflektory, atrapę chłodnicy. W 2003 roku auto poddano kolejnej modernizacji. Zmieniono m.in. reflektory, wzbogacono wyposażenie i przemodelowano wnętrze.

### Wersje wyposażeniowe
- E
- S
- SE
- HSE
- Sport
- Sport Premium

## Druga generacja

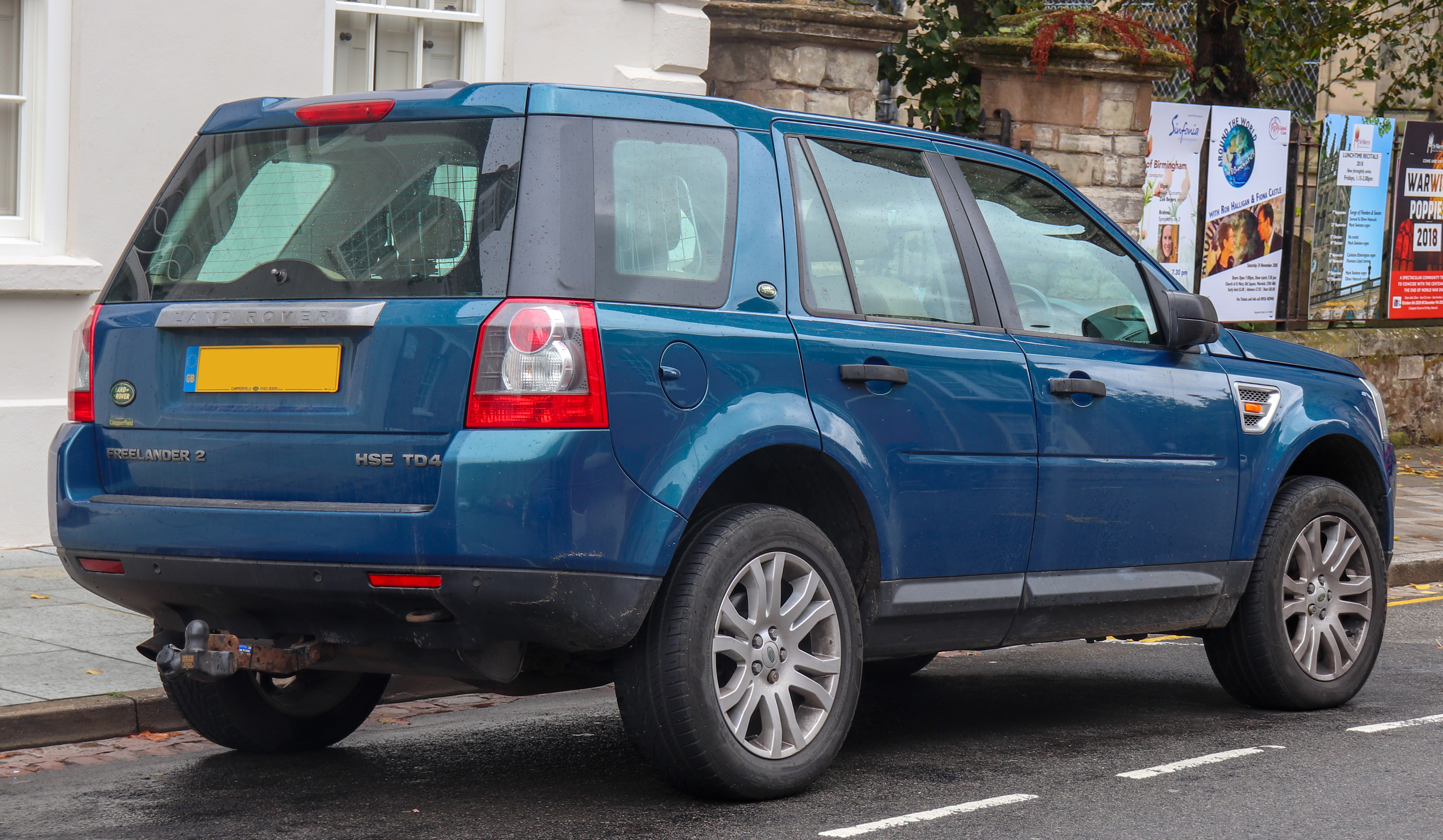
Land Rover Freelander II - tył

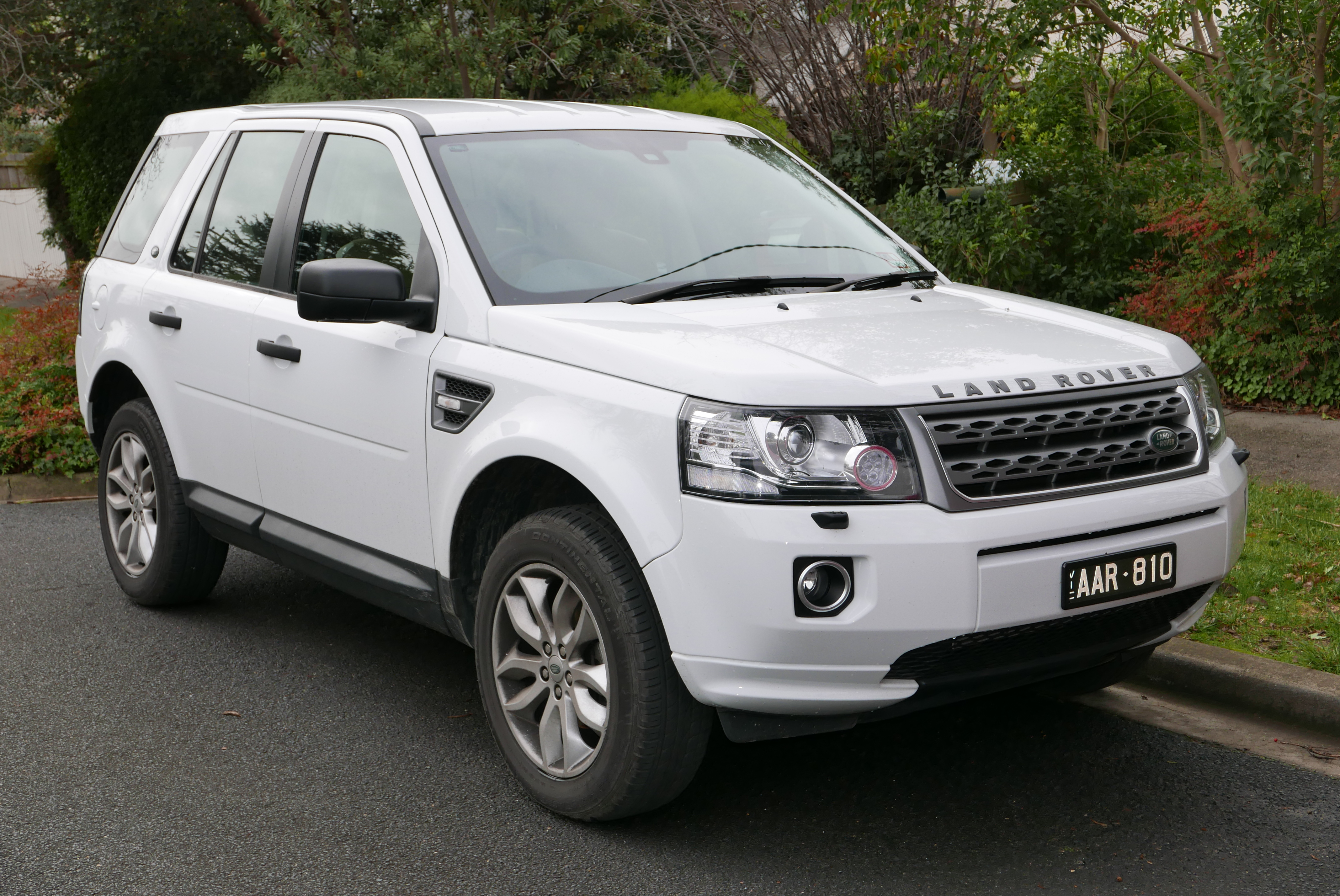
Land Rover Freelander II po liftingu

Land Rover Freelander II został zaprezentowany po raz pierwszy w 2006 roku.
W stosunku do poprzednika auto urosło, a gama modelowa została okrojona do wersji 5-drzwiowej. W 2011 roku Freelander przeszedł modernizację, a pod koniec 2014 roku zaprezentowanego następcę – większy i bardziej prestiżowy model Discovery Sport.

### Wersje wyposażeniowe
- S
- SE
- Dynamic
- HSE
- Black&White – edycja limitowana
- Metropolis – edycja limitowana